# علم التربة البيئية
علم التربة البيئية هو دراسة تفاعل البشر مع غلاف الأرض الترابي وكذلك الجوانب الحيوية للغلاف الحيوي والغلاف الصخري والغلاف المائي والغلاف الجوي. تتناول علوم التربة البيئية الجوانب الأساسية والتطبيقية في هذا المجال بما في ذلك: المخازن المؤقتة وجودة المياه السطحية، وظائف منطقة الفادوز، تقييم وظيفة موقع الصرف الصحي ووظائفها، ومعالجة الأراضي لمياه الصرف، ومياه العواصف، ومكافحة التآكل، وتلوث التربة بالمعادن والمبيدات الحشرية، معالجة التربة الملوثة، واستعادة الأراضي الرطبة، وتدهور التربة، وإدارة المغذيات، وحركة الفيروسات والبكتيريا في التربة والمياه، والمعالجة البيولوجية، وتطبيق البيولوجيا الجزيئية والهندسة الوراثية لتطوير ميكروبات التربة التي يمكن أن تتحلل من الملوثات الخطرة، واستخدام الأراضي، والاحترار العالمي والأمطار الحمضية، ودراسة التربة البشرية المنشأ، مثل تيرا بريتا. يتم إنتاج الكثير من الأبحاث التي أجريت في علوم التربة البيئية من خلال استخدام النماذج.